# ATP Challenger Canberra-4
Der ATP Challenger Canberra (offiziell: Uncle Toby’s Australian Men’s Clay Court Challenger) war ein Tennisturnier, das zwischen 2004 und 2005 in Canberra, Australien, stattfand. Es gehörte zur ATP Challenger Tour und wurde im Freien auf Sand gespielt.

## Liste der Sieger

### Einzel
| Jahr | Sieger         | Finalgegner          | Ergebnis |
| ---- | -------------- | -------------------- | -------- |
| 2005 | Chris Guccione | Lars Uebel           | 7:5, 6:1 |
| 2004 | Peter Luczak   | Juan Pablo Brzezicki | 6:2, 6:1 |

### Doppel
| Jahr | Sieger                          | Finalgegner                       | Ergebnis  |
| ---- | ------------------------------- | --------------------------------- | --------- |
| 2005 | Richard Fromberg Chris Guccione | Werner Eschauer Vasilis Mazarakis | 6:1, 6:2  |
| 2004 | Łukasz Kubot Zbynek Mlynarik    | Stephen Huss Peter Luczak         | 7:63, 6:2 |